# Unity (Station spatiale internationale)
Node 1
Pour les articles homonymes, voir Unity.
Module de l'ISS
Unity, également appelé Node 1, est le second module de la Station spatiale internationale, et le premier du segment américain de la station. Unity est un module de type nœud qui, avec ses six ports d'amarrage permet d'amarrer 6 autres composants; 2 autres modules de type nœud sont présents sur la station, Harmony et Tranquility. 
Il joue un rôle structurel unique en reliant le segment américain au segment russe de la station et a permis de temporairement supporter la poutre Z1, contenant les systèmes de communications, supportant elle-même la poutre P6, comportant les principaux systèmes de production d'énergie et de régulation thermique. Par la suite la poutre P6 fut déplacé sur son port définitif.

## Histoire

### Unity, nœud de la station Station spatiale internationale
Unity doit ses origines de la station spatial Freedom, station comprenant 4 nœuds, passant à 2 avec la venue de la Russie en 1993 - 1994, puis à repasse à 4 avec pour chacun un rôle définis pour chacun. Durant la fabrication du premier nœud, le « Node 1 » des erreurs de fabrication sont signalées, laissant le nœud à l’abondamment, et baptisé « Structural Test Article » (aussi dit sous son acronyme STA), signifiant « Article de Test Structural ». Le second nœud de la station devient le premier, passant son nom de « Node 2 » à « Node 1 ». La station Freedom devient la Station Spatial Internationale, et Node 1 est baptisé « Unity » Nécessitant un second nœud, la NASA passe un accord avec l'ESA, pour que l'ESA conçoit le second nœud (Harmony), en échange de l'envoi du laboratoire européen Colombus à bord d'une navette spatiale. Officieusement, Harmony et deux autres seront installés (Tranquillity et "Node 4" ou "Node X"), mais Harmony et Tranquillity seront finalement installés, avec comme différence à Unity, une longueur rallongée de 60 centimètres, et le nombre de rack double.

### Assemblage au sol
Unity est construit par Boeing au centre de vol spatial Marshall de Huntsville, en Alabama.

### Lancement
Unity prend bord sur la navette spatiale Endeavour, lors de la mission STS-88. Endeavour décolle à 8H35 UTC, le 4 décembre 1998. L'objectif est d'amarrer Unity à Zarya, premier module de la station. Unity est accompagné d'adapteur de port d'amarrage, les PMA pour permettre la jonction entre Zarya et Unity. En effet, Zarya utilise un système d'ammarage sonde-cône, incompatible avec le système CBM, utilisé par Unity. Le premier, PMA-1, sert à la jonction entre Zarya et Unity, le second, PMA-2, pour la navette spatiale, utilisant un sonde-cône différent de Zarya. Zarya est capturé par le Canadarm le 6 décembre. Entamme alors plusieurs sorties extra-véhiculaire (EVA), par James H. Newman Jerry L. Ross. Il racorde les cables entre Zarya et Unity, préparé du matériel pour les futures sorties, dont une main courante, et ils ont préparé les chauffages et les antennes TORU. Enfin, les circuits de Zarya ont été allumés pour pouvoir alimenter Unity. Le lendemain, le 10 décembre, vers 14h00, les astronautes rentrent dans Unity et établissent un système de communication. À 15h12, la trappe entre Zarya et Unity est ouverte est Robert Cabana est le premier astronaute à entrer dans Zarya.  Ils remplacent une unité défectueuse et préparent l'expédition 1,. Le vendredi 11, après avoir qualifié tous les systèmes de Zarya et d'Unity, la trappe entre Zarya et Unity est refermée. La navette largue ensuite des satellites, et retourne sur Terre.

### Amarrage de la poutre Z1 et du PMA-3
En octobre 2000, la poutre Z1 prend place dans le vol STS-92 de la navette Discovery, et elle doit être amarrée a Unity. La poutre Z1 est une armature permettant l’installation temporaire de la poutre P6 (contenant panneaux solaires et radiateurs), jusqu’à l’installation de la poutre S0. Le 11 octobre 2000, à 19 h 17 EDT, la navette décolle depuis le pas de tir LC-39A. Dans l'après-midi de la deuxième journée de vol, la navette s’amarre à la station. Le troisième jour, l’astronaute japonais Koichi Wakata installé la poutre Z1 sur Unity. Pamela Melroy et Peter Wisoff pénètrent dans la station, et effectuent les installations des connexions de mise à la terre entre le cadre et la station. Au total 4 sorties extravéhiculaire (EVA) ont lieu :
- Premier EVA : Durée : 6 heures et 28 minutes. Connexion d'ombilics électriques pour alimenter les appareils de chauffage et les conduits situés sur la ferme Z1 ; déplacement et déploiement de deux ensembles d'antennes de communication ; et installation d'une boîte à outils à utiliser pendant la construction en orbite.

- Second EVA : Durée : 7 heures, 7 minutes. Fixation du PMA 3 à l'ISS et préparation de la poutre Z1 pour l'installation future des panneaux solaires qui seront livrés à bord de STS-97 vers fin novembre.

- Troisième EVA : Durée : 6 heures et 48 minutes. Installation de deux convertisseurs DC-DC au sommet de la poutre Z1 pour la conversion de l'électricité produite par les panneaux solaires à la tension appropriée.

- Quatrième EVA : Durée : 6 heures et 56 minutes. Essai du mécanisme d'accostage manuel ; déploiement d'un plateau qui sera utilisé pour fournir de l'énergie aux segments laboratoire du segment américain ; et retrait d'un grappin de la poutre Z1. Deux petits sacs à dos de sauvetage qui pourraient permettre à un astronaute à la dérive de retrouver la sécurité de l'engin spatial ont également été testés.

Le neuvième jour, étant le dernier, l'équipage a porté son attention à l'intérieur de l'ISS alors qu'il terminait les connexions pour le cadre externe de la poutre Z1 nouvellement installé et commençait à transférer l'équipement et les fournitures pour l’Expedition 1. Ils ont également terminé avec succès les essais des quatre gyroscopes, qui serviront à l’orientation de l’ISS.
La navette rentre à la Edwards Air Force Base le 24 octobre 2000.

### Début de l'occupation permanente de la station
L’Expédition 1 arrive à bord d'un Soyouz le 31 octobre 2000, et commence l'occupation de la station pendant 6 mois.
Unity fut inutilisé lors du premier mois de l'Expedition, en raison de l'apport énergétique insuffisant pour maintenir le module à chaleur constant du reste de la station. Ce problème est résolu lors de l’installation de la poutre P6 (amarré temporairement sur la poutre Z1), lors de la mission STS-97, permettant de suffisamment alimenter la station en électricité.

### Amarrage de Destiny
Destiny décolle le 7 février 2001 à 18 heures 13 minutes 02 secondes, HNE, sur la mission STS-98 de la navette Atlantis.
Deux jours plus tard, la navette rejoint la station, et s'y amarre. Le 10 février, le laboratoire américain Destiny a été installé sur la Station spatiale internationale à l'aide du bras Canadarm et de sortie extravéhiculaires simultanées. Marsha Ivins, à l'aide du Canadarm, a saisi le PMA-2 sur Unity, et l'a déplacé vers la poutre Z1 pour le mettre de côté. Le laboratoire Destiny est alors extrait de la soute de la navette. Le laboratoire est orienté de 160° et est installé à Unity. Le PMA-1 est ensuite réinstallé sur Destiny. Les préparatifs sont faits dans Destiny, le tout filmé par des caméras IMAX. Au total, 3 EVA ont eu lieu.
Atlantis atterrit le 18 février.

### Unity de nos jours
Il est, en 2021, connecté à cinq modules :
- Le module russe Zarya via le module d'accouplement pressurisé PMA-1.
- Le module équipé d'un sas Quest.
- Le laboratoire Destiny.
- Le module de type nœud Tranquility.
- Le module non pressurisé Z1 qui sert d'interface avec la poutre S0.

## Caractéristiques techniques
Unity est un cylindre recouverts d'aluminium, d'une masse à vide de 11 612 kg, 5,47 m de long et de 4,57 m de diamètre. Le module Unity contient 4 emplacements pour des rangements amovibles de type International Standard Payload Rack (ISPR). Le module contient plus de 50 000 pièces mécaniques, 216 canalisations de transport de fluides et des gaz et 121 câbles électriques (9,7 kilomètres de fil). Avec le PMA, sa masse est de 11 600 kg pour 11 mètres de longueur. 

## Galerie

Le module Unity
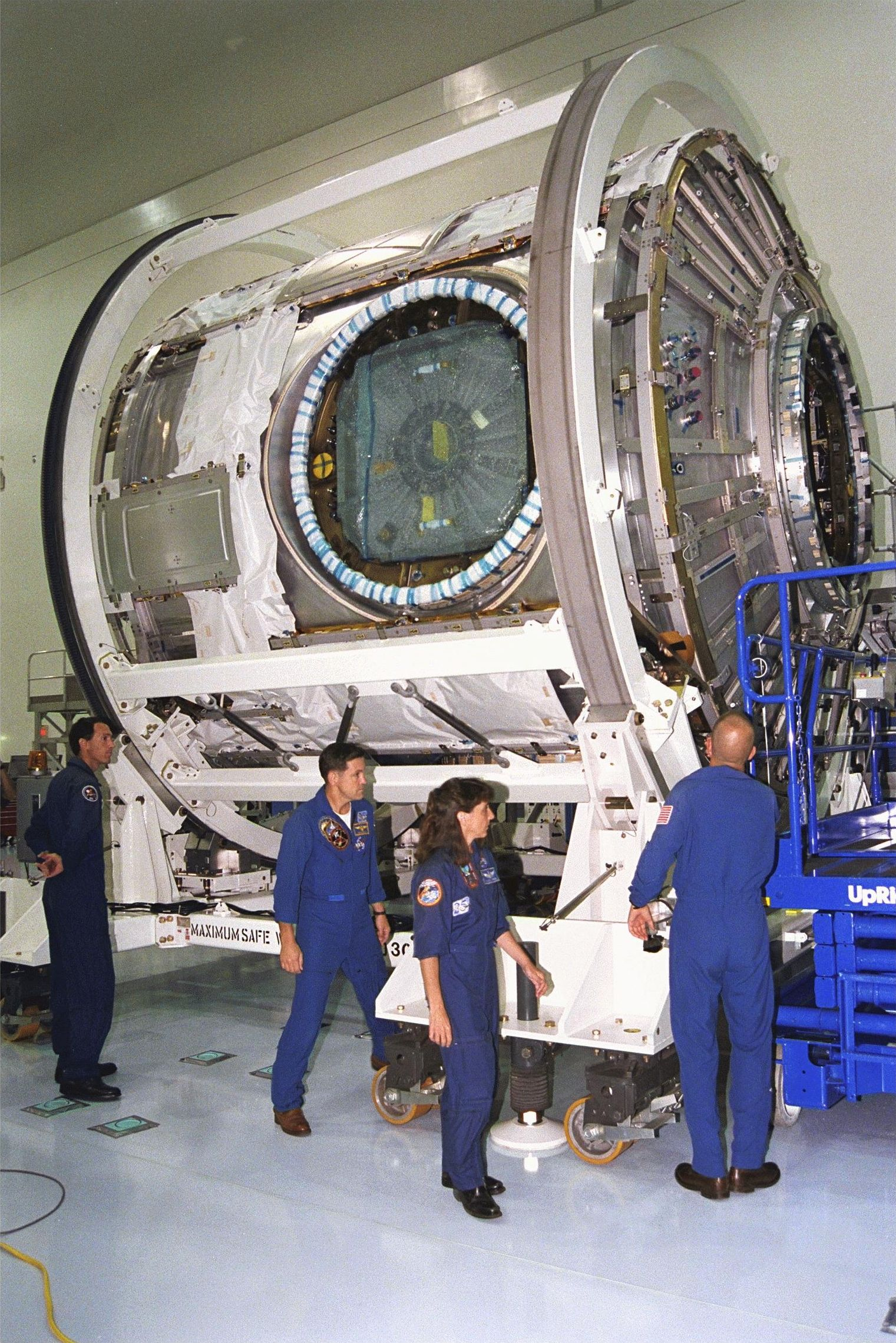
Le module Unity en cours d'assemblage.
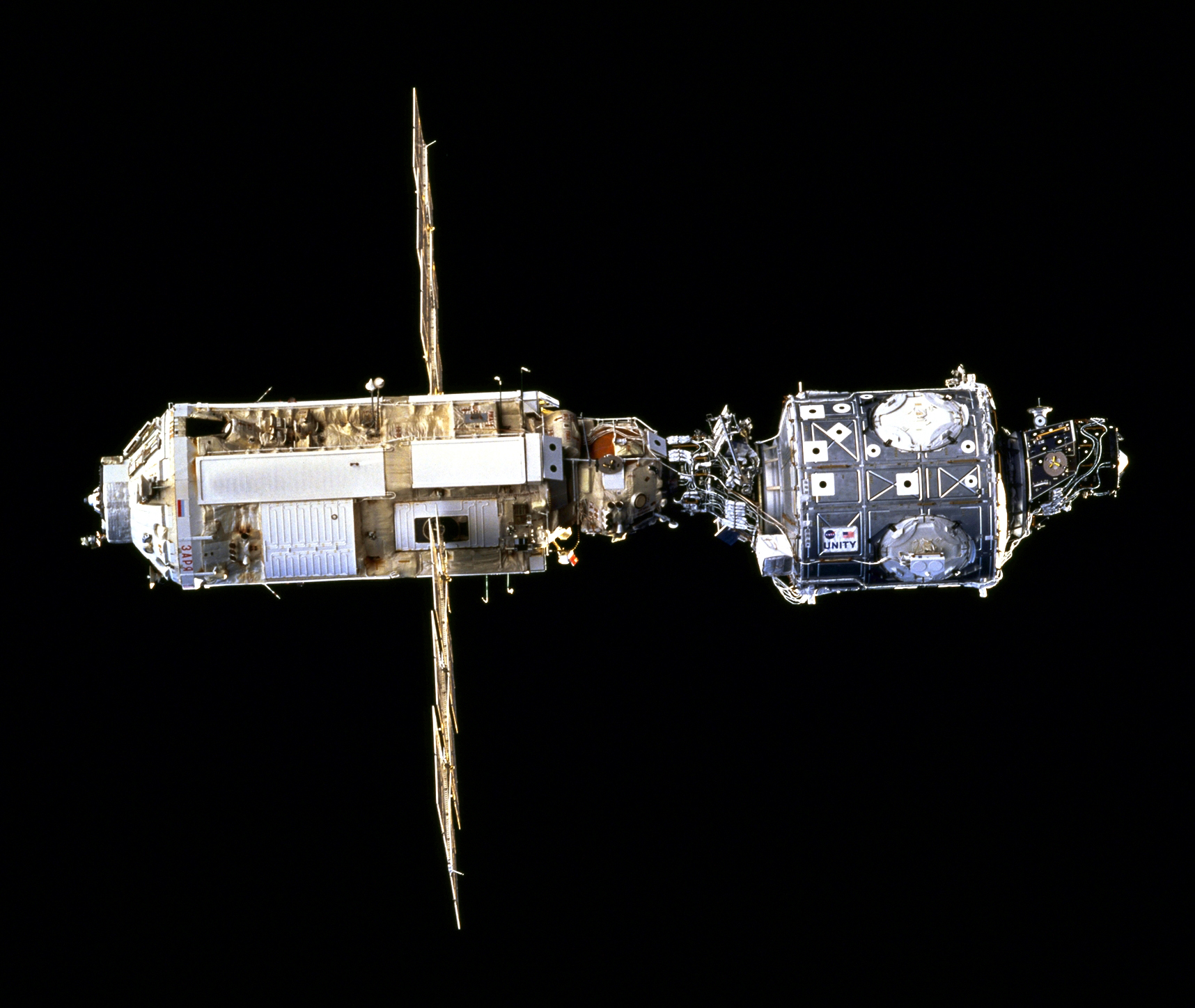
La Station spatiale à ses débuts est composée uniquement de Zarya et Unity.
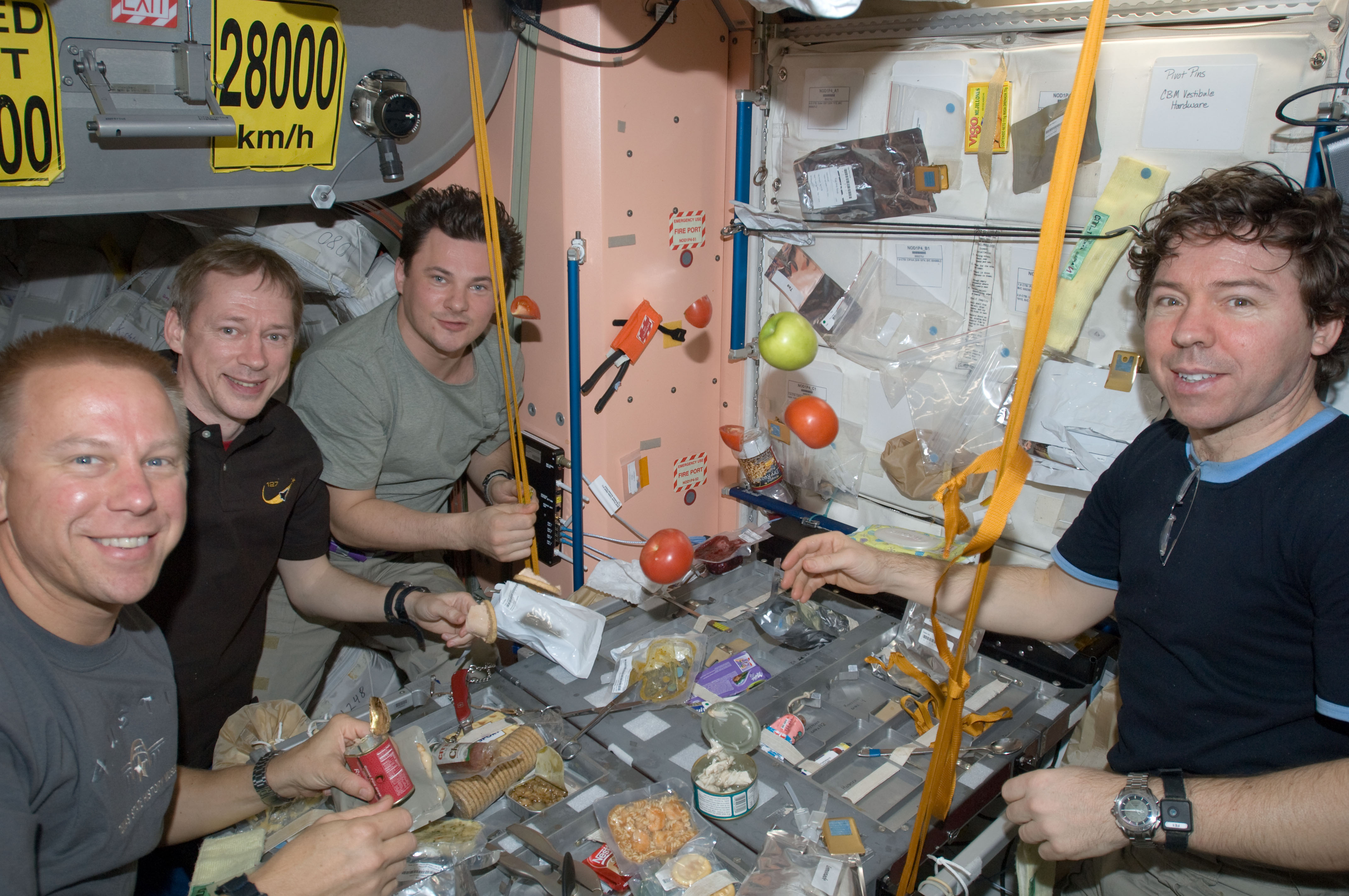
Le module Unity dispose d'une table rabattable pour les repas.
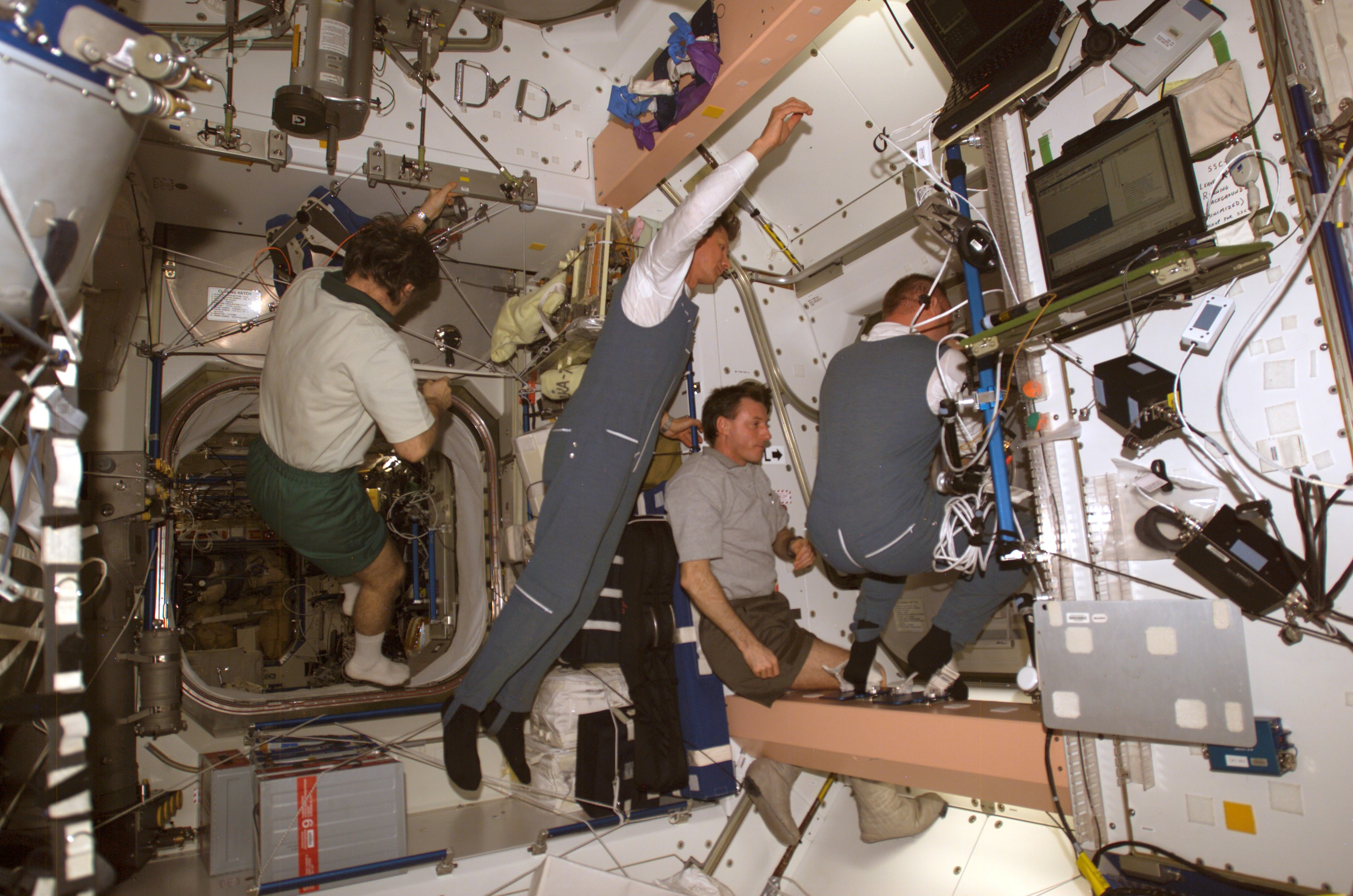
Exercice d'évacuation, l'équipage traverse Unity pour se rendre dans le segment russe.